# ريتشارد كالديرون
ريتشارد كالديرون هو لاعب كرة قدم إكوادوري في مركز الوسط، ولد في 25 يونيو 1993 في كانتون لاغو أغريو في الإكوادور. لعب مع نادي برشلونة.